# 聖弗蘭西斯科 (普圖馬約省)

聖弗蘭西斯科（西班牙語：San Francisco），是哥倫比亞的城鎮，位於該國南部普圖馬約省，面積480平方公里，海拔高度2,179米，始建於1902年6月5日，人口5,270，人口密度每平方公里10.98人。
1°10′29″N 76°52′47″W / 1.17472°N 76.87972°W